# Wisconsin
Wisconsin is een van de staten van de Verenigde Staten. De standaardafkorting voor de "Badger State", zoals de bijnaam luidt, is WI. De hoofdstad is Madison en de grootste stad is Milwaukee. De naam van de staat is afgeleid van de rivier de Wisconsin, die door de staat stroomt.

## Geschiedenis
Voordat de Europeanen het huidige Wisconsin koloniseerden werd het bevolkt door verschillende indiaanse volkeren. Tot in de 18e eeuw was het gebied in Franse handen, die het kwijtraakten aan de Engelsen. De naam is via het Frans afgeleid van een Myaamia-woord dat "deze rivier slingert zich door rood steen" zou betekenen, een verwijzing naar de rode zandstenen rotsen van de Wisconsin Dells.
Tot het grondgebied van Wisconsin behoorde oorspronkelijk ook een gebied dat in 1835 aan Michigan werd toegevoegd en nu bekendstaat als het Bovenschiereiland. Op 29 mei 1848 werd Wisconsin formeel de 30e staat van de Verenigde Staten. Tijdens de Amerikaanse Burgeroorlog hoorde het bij de Unie.

### Immigratie
Later emigreerden Duitsers, Polen, Noren, Ieren, Nederlanders, Belgen, Zwitsers en andere Europeanen naar Wisconsin. Deze immigranten waren op zoek naar betere economische kansen, en in sommige gevallen op de vlucht voor politieke onderdrukking.

#### Nederlanders en Belgen
Een groep katholieke Nederlanders, bestaande uit voornamelijk arme keuterboeren uit Noord-Brabant en Limburg, vertrok naar de staat Wisconsin, waar ze zich onder meer vestigden in Little Chute en Green Bay. Ook een grote groep Belgen en Nederlanders vestigde zich in de staat, onder andere in Brown County en Kewaunee County. Enkele plaatsnamen (zoals Belgium en Namur) houden de herinnering hieraan levendig.
Jaarlijks is er een Hollandfestival in Cedar Grove.

## Geografie

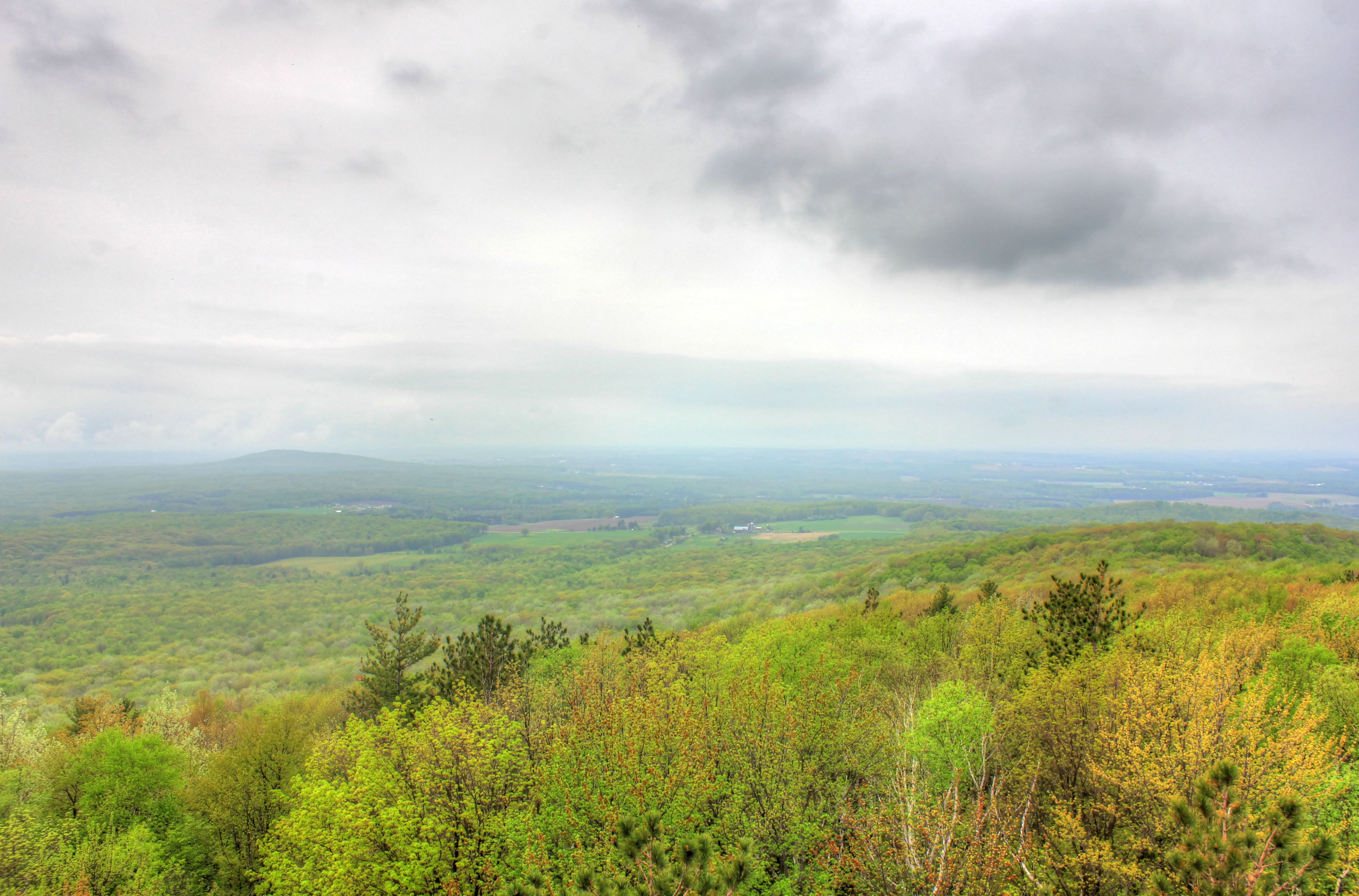
Rib Mountain State Park

De staat Wisconsin beslaat 169.790 km², waarvan 140.787 km² land is. De staat ligt in de Central tijdzone. Wisconsin grenst in het noorden aan de staat Michigan, in het westen aan Minnesota en Iowa en in het zuiden aan Illinois.
Wisconsin ligt aan twee van de Grote Meren, het Bovenmeer en het Michiganmeer. De westgrens wordt grotendeels gevormd door de rivier St. Croix en de Mississippi. Door de staat stroomt de Wisconsin, een zijrivier van de Mississippi. Verder telt Wisconsin vele meren, waarvan Lake Winnebago het grootste is.
De staat is vrij vlak; het hoogste punt is de top van Timms Hill (595 m).

### Klimaat
Het zuidelijkste deel van Wisconsin heeft een vochtig continentaal klimaat met hete zomers en het koudere noorden is geclassificeerd als een vochtig continentaal klimaat met warme zomers. De hoogste temperatuur ooit werd gemeten in Wisconsin Dells, op 13 juli 1936, waar de temperatuur een maximum van 46 °C (114 °F) bereikte. De laagste temperatuur werd gemeten in Couderay, Wisconsin. De temperatuur zakte daar op zowel 2 als 4 februari 1996 tot -48 °C (-55 °F).
| Stad      | Jan            | Feb            | Mar          | Apr          | Mei          | Jun           | Jul           | Aug           | Sep           | Okt          | Nov          | Dec            |
| --------- | -------------- | -------------- | ------------ | ------------ | ------------ | ------------- | ------------- | ------------- | ------------- | ------------ | ------------ | -------------- |
| Green Bay | 25/10 (−4/−12) | 29/13 (−2/−11) | 40/23 (5/−5) | 55/35 (13/1) | 67/45 (19/7) | 76/55 (25/13) | 81/59 (27/15) | 79/58 (26/14) | 71/49 (22/10) | 58/38 (14/4) | 43/28 (6/−2) | 30/15 (−1/−9)  |
| Hurley    | 19/0 (−7/−18)  | 26/4 (-4/−16)  | 36/16 (2/+9) | 49/29 (9/-2) | 65/41 (18/5) | 73/50 (23/10) | 76/56 (25/15) | 75/54 (24/12) | 65/46 (18/8)  | 53/35 (12/2) | 36/22 (2/-6) | 24/8 (-5/−14)  |
| La Crosse | 26/6 (−3/−14)  | 32/13 (0/−11)  | 45/24 (7/−4) | 60/37 (16/3) | 77/49 (22/9) | 81/58 (27/14) | 85/63 (29/17) | 82/61 (28/16) | 74/52 (23/12) | 61/40 (16/4) | 44/27 (7/−3) | 30/14 (−1/−10) |
| Madison   | 27/11 (−3/−12) | 32/15 (0/−9)   | 44/25 (7/−4) | 58/36 (14/2) | 69/46 (21/8) | 79/56 (26/13) | 82/61 (28/16) | 80/59 (27/15) | 73/50 (23/10) | 60/39 (15/3) | 45/28 (7/−2) | 31/16 (−1/−9)  |
| Milwaukee | 29/16 (−2/−9)  | 33/19 (0/−7)   | 42/28 (6/−2) | 54/37 (12/3) | 65/47 (18/8) | 75/57 (24/14) | 80/64 (27/18) | 79/63 (26/17) | 17/88 (22/13) | 59/43 (15/6) | 46/32 (8/0)  | 33/20 (0/−7)   |
| Superior  | 21/2 (−6/−17)  | 26/6 (-3/−14)  | 35/17 (2/−8) | 46/29 (8/-2) | 56/38 (13/3) | 66/47 (19/8)  | 75/56 (24/13) | 74/57 (23/14) | 65/47 (18/8)  | 52/36 (11/2) | 38/23 (3/−5) | 25/9 (−4/−13)  |

## Demografie en economie

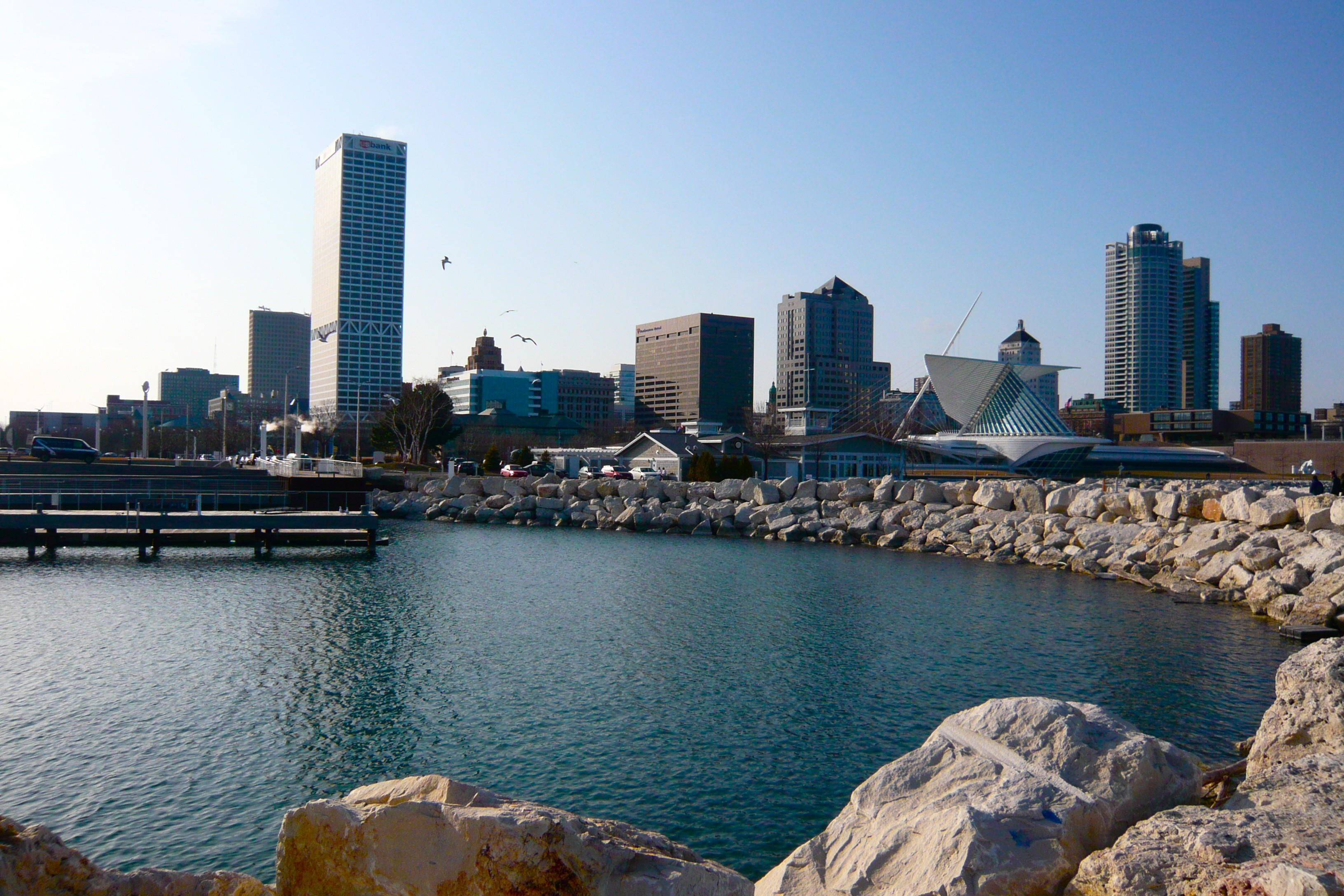
Het centrum van Milwaukee

In 2000 telde Wisconsin 5.363.675 inwoners (32 per km²). Ruim 40% is van Duitse afkomst.
De grootste stad in Wisconsin is Milwaukee. Andere steden zijn de hoofdstad Madison, Green Bay, Kenosha, Racine, Appleton, Oshkosh en Eau Claire.
Het bruto product van de staat bedroeg in 2001 177 miljard dollar.
Wisconsin is een landbouwstaat en is de belangrijkste kaasproducent van de Verenigde Staten. Wegens het grote belang van de kaasindustrie krijgt de staat ook weleens de naam "America's dairyland"

## Bestuurlijke indeling
Wisconsin is onderverdeeld in 72 county's.

## Politiek

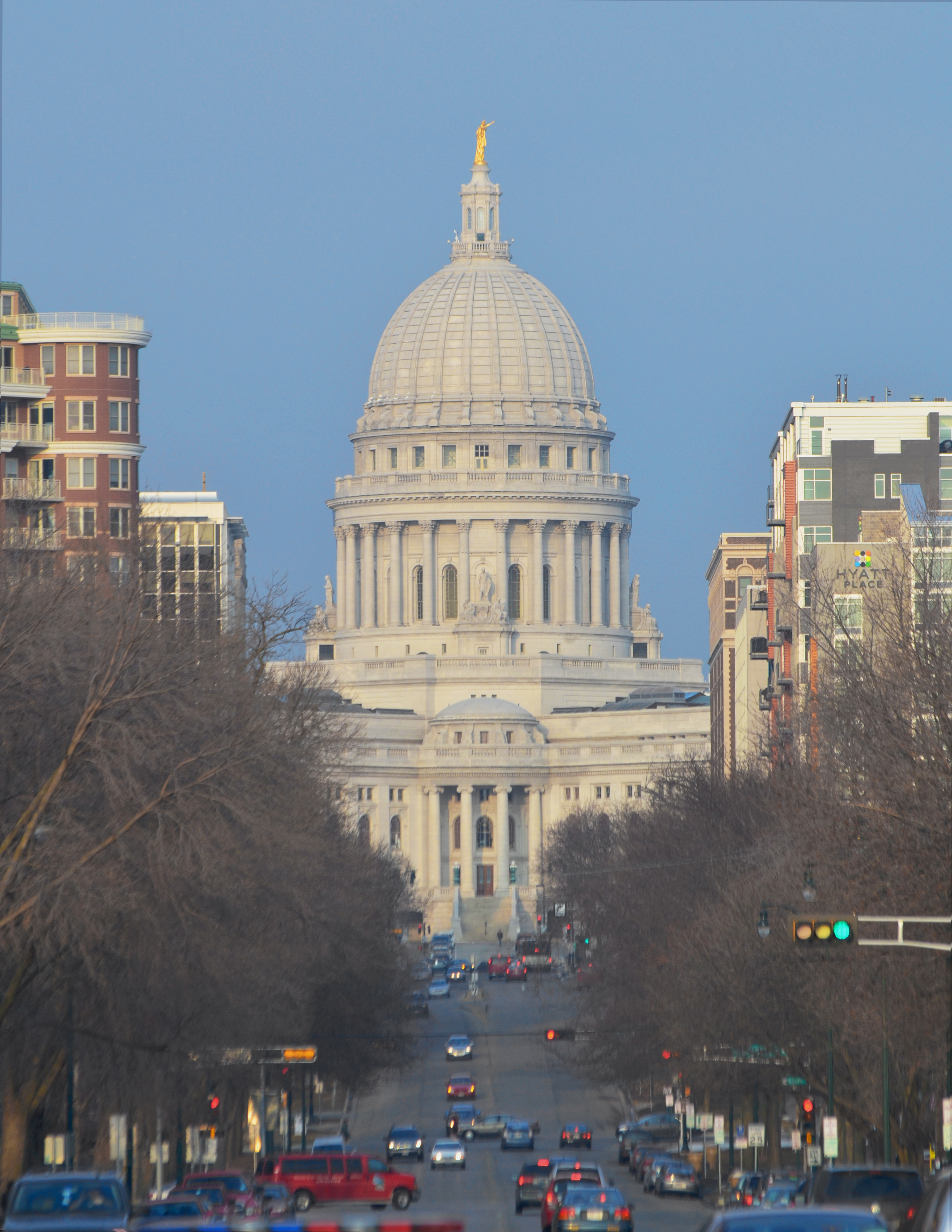
Het Wisconsin State Capitol in Madison

Aan het hoofd van de uitvoerende macht van de staat staat een gouverneur, die direct gekozen wordt door de kiesgerechtigden in de staat. De gouverneursverkiezing van 2018 werd gewonnen door Tony Evers van de Democratische Partij. Hij trad in januari 2019 aan als gouverneur van Wisconsin.
De wetgevende macht bestaat uit het Wisconsin State Assembly (lagerhuis) met 99 leden en de Senaat van Wisconsin (hogerhuis) met 33 leden.

## Vervoer
De staat Wisconsin wordt bediend door verschillende regionale luchthavens. De staat beschikt ook over een uitgebreid wegennet bestaande uit acht interstate highways.
Amtrak, de Amerikaanse nationale spoorwegmaatschappij, bedient de staat met twee verschillende treindiensten: Hiawatha (7 keer per dag tussen Milwaukee en Chicago) en de "Empire Builder" (1 keer per dag in elke richting tussen Seattle/Portland - Chicago)

## Geboren
- Frank Lloyd Wright (1867-1959), architect
- Spencer Tracy (1900-1967), acteur
- George Kennan (1904-2005), diplomaat en historicus
- Joseph McCarthy (1908-1957), politicus
- Les Paul (1915-2009), gitarist en gitaarbouwer
- Al Jarreau (1940-2015), muzikant
- Eric Heiden (1958), schaatser
- Jeffrey Dahmer (1960-1994), seriemoordenaar
- Joseph Detmer (1983), meerkamper
- Jordan Stolz (2004), schaatser

## In populaire media
De Amerikaanse tv-reeks "That 70's Show" speelt zich af in de Wisconsin. De personages wonen in de fictieve stad "Point Place". Ook de serie "Happy Days" speelt zich af in Wisconsin, meer bepaald in Milwaukee.